# 西野みく
西野 みく（にしの みく）は、日本の女性声優。主にアダルトゲームに声をあてている。

## 出演

### アダルトゲーム

#### 2006年
- あおぞらマジカ!!（メルセデス）
- いじってプリンセス外伝 シャルロット受難（アレット）
- かみさまの宿っ!（麻生 真）
- 戦場デ少女ハ躰ヲカケル（ナンディ・エトゥ、ユミドラ・スミノワ）
- Chanter -キミの歌がとどいたら-
- ねとって女神!（ヴェルダンディ）
- ぷりサガ! 〜ボクの妃はXXX〜（アイラ＝クレモンティーヌ、ユイラ＝クレモンティーヌ）
- み・こ・こ・ん -巫女婚-（出海 藍）
- 夢幻天使エクスシア（ミネット）

#### 2007年
- ARCUS X 聖剣ノ継承者、忍び寄る淫夢（スー・ニー）
- ARCUS X 〜聖剣戦争、淫獄の軌跡〜（スー・ニー）
- ARCUS X 〜偽りノ隣人、淫行への招待状〜（スー・ニー）
- ARCUS X 〜シムサード、淫欲調教の宴〜（スー・ニー）
- ARCUS X 〜神威降臨、ピクトへの想い…〜（スー・ニー）
- Alea -アレア- 紅き月を遙かに望み（簗瀬 天邪）
- IZUMO3（白兎）
- GUN-KATANA（銃刀） -Non Human Killer-（坂牧 ユリ）
- 式神 〜桔梗の華に秘めたる想い〜（冬萌）
- 新世紀いじってプリンセス 〜もう! またそんなことまで〜（トト）
- とらぶるDAYS（桐生 彩）
- 人妻戦隊アイサイガーPOWERED（桜坂 ひかり）
- Ma Maison 〜素直になれない住人たち〜（一本木 花子）

#### 2008年
- あまかみバンパイア（若月 綾）
- ARCUS X Complete Edition（スー・ニー）
- オトメクライシス（ローリエ・エスプレット・マジョラム）
- ギリギリ☆すくーぷ〜潜入!!禁断の女子水泳部〜（中条 ほのか）
- 恋する式〜SHIKIGAMI 2008〜（冬萌）
- 真・恋姫†無双 〜乙女繚乱☆三国志演義〜（ミケ）
- 新世紀いじってプリンセス NEXT 3〜魔族姫ラビス降臨〜（トト）
- Dress Wizard（中森 夏樹）
- トナリの世界 -踏み外した淫靡な日常-（アスカ）
- ねとって女神! ネオ（アルテミス）
- ぴこぴこ 〜恋する気持の眠る場所〜（ユキコ）
- 人妻戦隊アイサイガー FLASH（桜坂 ひかり／サイガーチェリー）
- 人妻戦隊アイサイガー ぱいぱいポン!（桜坂 ひかり／サイガーチェリー）
- ふるふる☆フルムーン（小鳥遊 柚々子）
- マジカルハッピー 〜魔法はHのてほどき〜（ニナ　アレラス）
- 魔女っ娘とりこロール（メグ）
- みちくさ 〜Loitering on the way〜（日向 つばめ）

#### 2009年
- イジクリ 〜少女と淫行日記〜（新井 由真）
- Hな魔法で恋のてほどき〜まじかる★HAPPY〜（ニナ　アレラス）
- お嬢様は姫騎士（アイラー・レイン）
- 終わりなき夏 永遠なる音律（小鳥遊 春奈）
- きっと、澄みわたる朝色よりも
- 幻月のパンドオラ（初瀬 みまり）
- 真説 猟奇の檻 第2章（佐久間 由佳里）
- 微少女（渡瀬 珠希）
- 友達の母を犯すということ（満島 珠緒）
- 夏色ストレート!（皇 恵）
- 夏ノ雨
- はらみこ（宮代 美春）
- 夢幻廻廊2 〜螺旋〜（薫子）

#### 2010年
- あるぴじ学園1.5（ヴァンパイア）
- 遠望のフェルシス Horizon of the earth and sky（アニス・キャラウェイ、穂澄）
- オレの姉ちゃん。 〜オレは姉ちゃんのオモチャじゃないっ!〜（成瀬 茉莉）
- キサラギGOLD★STAR（岡部 早苗）
- ク・リトル・リトル 〜魔女の使役る、蟲神の触手〜（狩野 たんぽぽ）
- ク・リトル・リトル 〜グレートハンティング〜（狩野 たんぽぽ）
- 真・恋姫†無双 〜萌将伝〜（ミケ）
- Soranica Ele -ソラニカ エレ-（小夜戸 さや、レアチーズ）
- のーぱんつ!! -NO PANTS!!-（早良 羽音）
- Soranica Ele（小夜戸 さや）

#### 2011年
- ヴァニタスの羊（ブリジット・オベール[1]）
- CAFE SOURIRE（雪下 美百合）[2]
- 少女のきもち 〜おんなのこだって、エッチだもん!〜（水崎 愛織）
- プリンセスX 〜僕の許嫁はモンスターっ娘!?〜（R-コマドリ）[3]
- お前のパンツは何色だ!?（浅井 茶江）[4]

#### 2012年
- プリンセスX FD〜許嫁は終わらない!?〜（R-コマドリ）[5]
- はつゆきさくら（久保 完）[6]
- 英雄*戦姫（ビリー・ザ・キッド）[7]
- おたマ!〜おたく仲間はちっこいマニア〜（青葉 まみ）[8]
- 祝福の鐘の音は、桜色の風と共に。（西九条 奏音）[9]

### 一般向ゲーム
- Chanter -キミの歌がとどいたら#-（2007年）
- 英雄*戦姫（ビリー・ザ・キッド、2013年）

### ドラマCD
- こえでおしごと!（青柳柑奈、2009年）
- ドラマCD はつゆきさくら〜ゴーストトラベル〜（久保 完、2012年）

### アダルトアニメ
- 淫妖蟲 悦〜怪楽変化退魔録〜 第二夜（2011年、四法院 夕）[10]
- 姦染5〜The Daybreak〜 上巻 レイプハーレム（越智茜梨）[11]

## キャラクターソング
| 発売日  | 商品名                | 歌                                           | 楽曲                                                    | タイアップ                         |
| 2008年  | 2008年                | 2008年                                       | 2008年                                                  | 2008年                             |
| ------- | --------------------- | -------------------------------------------- | ------------------------------------------------------- | ---------------------------------- |
| 5月16日 | 正義の流星、緋色参上! | 星咲緋色（一色ヒカル）、ローリエ（西野みく） | 「CRISIS BEAT(ダブルヒロインでらぶらぶデュエットver.)」 | PCゲーム『オトメクライシス』関連曲 |